# Центр еволюційної психології
Центр еволюційної психології (CEP) — це дослідницький центр, співзасновники якого — Джон Тубі й Леда Космідес, афільований з Каліфорнійським університетом у Санта-Барбарі.
Центр призначений для забезпечення дослідницької підтримки та всебічного навчання в галузі еволюційної психології. Мета центру полягає у сприянні виявленню пристосувань, що характеризують загальновидову архітектуру людського розуму та мозку, та вивченні того, як можна пояснити соціально-культурні явища з посиланням на ці пристосування.
До правління центру входять Ірвен ДеВор, Пол Екман, Майкл Газзаніга, Стівен Пінкер та Роджер Шепард.